# ويليام إي. سميث
ويليام إي. سميث (بالإنجليزية: William E. Smith) هو سياسي أمريكي، ولد في 18 يونيو 1824 في المملكة المتحدة، وتوفي في 13 فبراير 1883 في الولايات المتحدة. حزبياً، نشط في الحزب الجمهوري.

## مناصب
- انتخب أمين صندوق الدولة [الإنجليزية]‏.
- انتخب حاكم ولاية ويسكونسن [الإنجليزية]‏ (7 يناير 1878 – 2 يناير 1882).
- انتخب عضو جمعية ولاية ويسكونسن.
- انتخب عضو مجلس ولاية ويسكونسن.